# Ritzerau
Ritzerau er en kommune i det nordlige Tyskland, beliggende i Amt Sandesneben-Nusse i den nordvestlige del af Kreis Herzogtum Lauenburg. Kreis Herzogtum Lauenburg ligger i delstaten Slesvig-Holsten.

## Geografi
Ritzerau ligger omkring 35 km nordøst for Hamborg, 22 km syd for Lübeck, 8 kilometer nordvest for Mölln og cirka 13 km sydvest for Ratzeburg. I kommunen ligger dele af naturfredningerne (Naturschutzgebiete) Ritzerauer See und Wohldbek, Ritzerauer Hofsee und Duvenseebachniederung og Hevenbruch.